# Shawn Marion
Shawn Dwayne Marion (Chicago, 7 maggio 1978) è un ex cestista statunitense professionista nella NBA.
È soprannominato "The Matrix" per la sua capacità di rimanere in aria durante il salto.

## Caratteristiche tecniche
Anche se i suoi 201 cm di altezza non sono idonei per un'ala grande, riesce comunque a conquistare i rimbalzi e a bloccare gli avversari stoppandoli sotto canestro. La sua abilità di tirare dalla lunga distanza genera problemi alle difese, impegnate a marcare le zone per difendersi dalle sue incursioni con la palla.
Marion è anche noto per il suo stile poco ortodosso di tirare, dando l'impressione che il suo tiro sia più regolato da una forte spinta che da un gioco di polso (caratteristica che lo accomuna a Ronnie Brewer). Grazie alle doti atletiche di saltatore e l'abilità come difensore, i critici lo hanno il più delle volte paragonato ad una ex stella del parquet, Scottie Pippen, giocatore di quei Chicago Bulls che dominarono la scena della NBA negli anni novanta.
Marion è anche un difensore molto versatile in grado di difendere sui lunghi e sui piccoli.

## Carriera

### College
Marion guadagnò l'onore di essere nominato National Junior College Player dell'anno nel 1998, quando giocava all'UNLV, dove fu considerato come la matricola migliore dai tempi della stella Larry Johnson, college player del 1989. Dopo quell'unica stagione, dove mise a segno una media di 18,7 punti e 9,3 rimbalzi a partita, e dopo vari titoli come atleta maschile All-College, preferì passare tra i professionisti.

### NBA

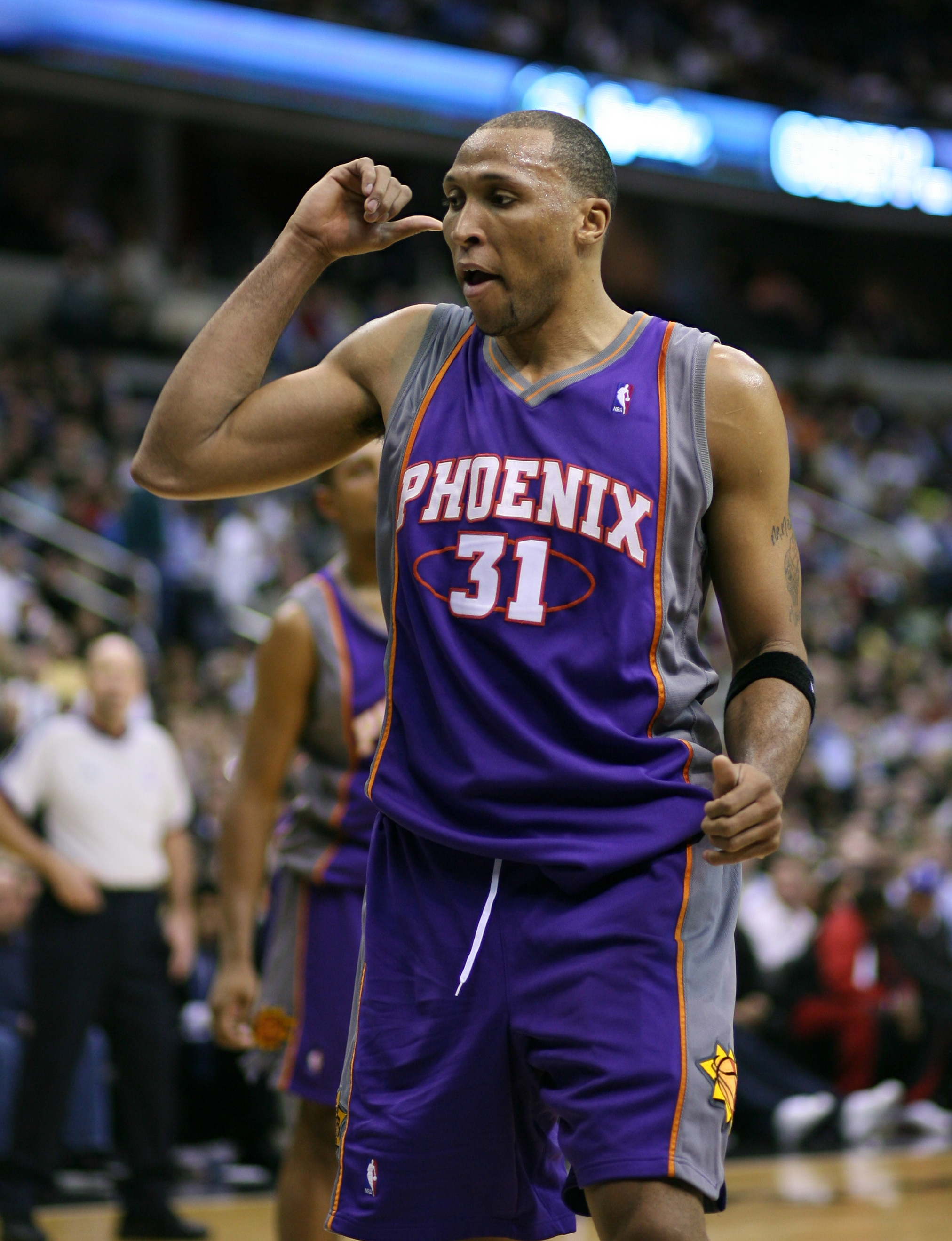
Marion ai Phoenix Suns

Nel 1999 viene scelto al Draft dai Phoenix Suns. Qui le sue qualità dinamiche ed esplosive lo hanno reso un ottimo compagno di squadra del playmaker Steve Nash, dando vita ad una coppia affiatata, pericolosa sia all'esterno dell'area che al suo interno.
Nella stagione 2001-02 non bastò ai Suns a raggiungere l'accesso ai play-off (prima assenza dalla postseason dopo 14 anni) nonostante 19,1 punti di media. A fine anno rinnovò con la franchigia dell'Arizona per altri 6 anni.
Nella stagione 2004-05 riuscì a guidare la franchigia fino alle finali della Western Conference, perse contro i San Antonio Spurs.
Il 19 febbraio 2006 è stato selezionato per la terza volta in carriera per giocare l'NBA All-Star Game, a Houston, per la Western Conference.
Nella stagione 2008 è passato ai Miami Heat insieme al compagno di franchigia Marcus Banks per uno scambio che ha portato ai Suns il centro Shaquille O'Neal.
Il 13 febbraio 2009 passa, insieme al compagno Marcus Banks ai Toronto Raptors, in cambio di Jermaine O'Neal e di Jamario Moon.

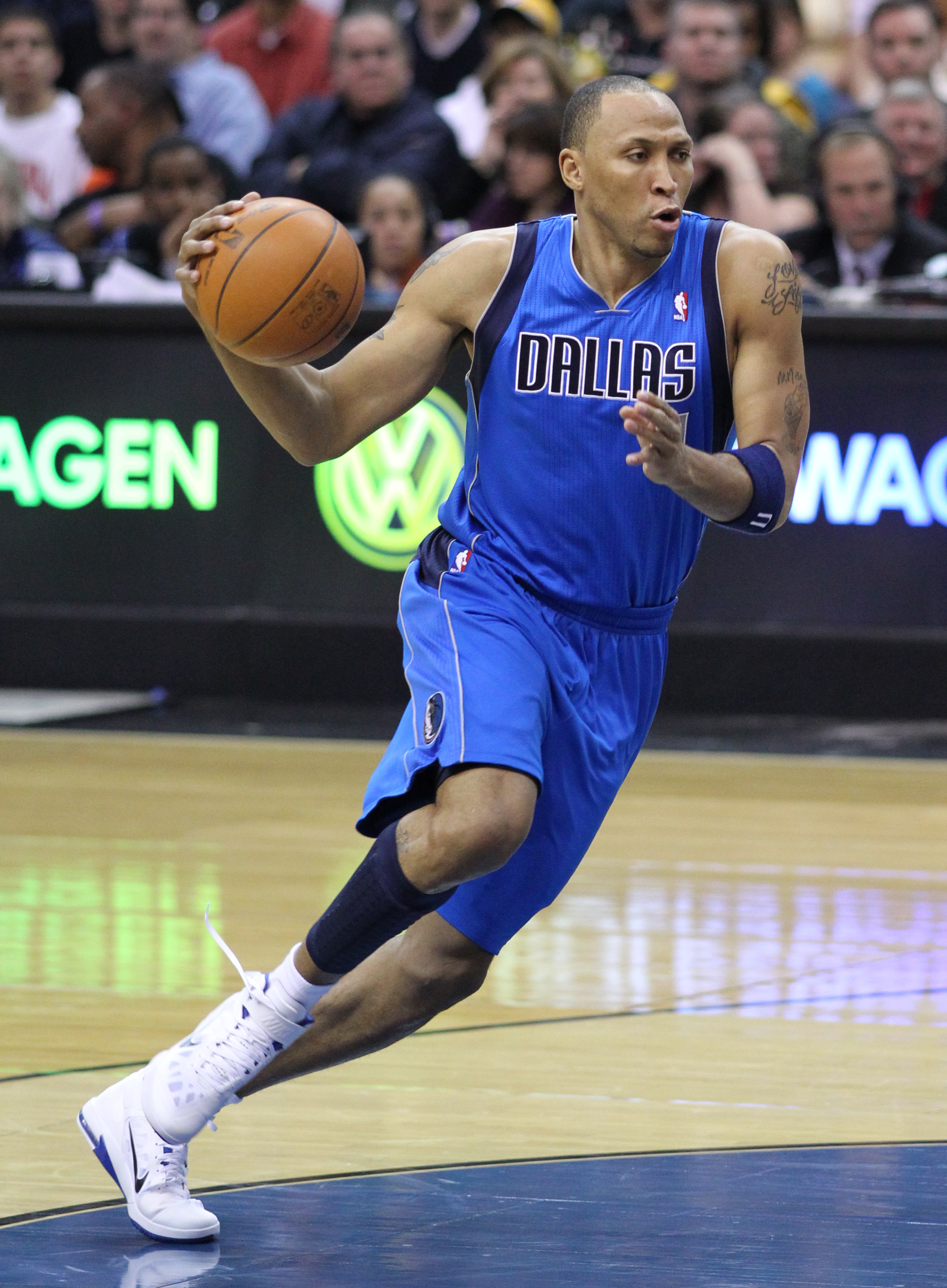
Marion ai Dallas Mavericks

L'8 luglio 2009 si accasa ai Dallas Mavericks in uno scambio a quattro squadre che vede coinvolti anche i Memphis Grizzlies e gli Orlando Magic.
Nella stagione 2009-10 parte in quintetto in tutte le 75 partite che gioca, attestandosi sui 12 punti e 6,4 rimbalzi a gara. I suoi Dallas Mavericks vengono immediatamente eliminati al primo turno dei play-off dai San Antonio Spurs, nonostante il vantaggio del campo. Nella stagione 2010-11, Marion parte dalla panchina, essendo i posti di ala stabilmente occupati in quintetto da Dirk Nowitzki e Caron Butler. Dopo l'infortunio occorso a Butler, Marion guadagna spazio e si conquista il posto da titolare. The Matrix conclude la stagione con una media di 12,5 punti e 6,9 rimbalzi a partita. In questa stagione vince, anche grazie alle sue buone prestazioni, il campionato NBA 2010-11, battendo in finale 4-2 i Miami Heat.

## Statistiche

### College
| Anno      | Squadra        | PG | PT | MP   | TC%  | 3P%  | TL%  | RP  | AP  | PRP | SP  | PP   |
| --------- | -------------- | -- | -- | ---- | ---- | ---- | ---- | --- | --- | --- | --- | ---- |
| 1998-1999 | UNLV R. Rebels | 29 | 28 | 32,9 | 52,9 | 29,9 | 73,0 | 9,3 | 1,2 | 2,5 | 1,9 | 18,7 |
| Carriera  | Carriera       | 29 | 28 | 32,9 | 52,9 | 29,9 | 73,0 | 9,3 | 1,2 | 2,5 | 1,9 | 18,7 |

### NBA

#### Regular Season
| Anno       | Squadra             | PG    | PT    | MP   | TC%  | 3P%  | TL%  | RP   | AP  | PRP | SP  | PP   |
| ---------- | ------------------- | ----- | ----- | ---- | ---- | ---- | ---- | ---- | --- | --- | --- | ---- |
| 1999-2000  | Phoenix Suns        | 51    | 38    | 24,7 | 47,1 | 18,2 | 84,7 | 6,5  | 1,4 | 0,8 | 1,0 | 10,2 |
| 2000-2001  | Phoenix Suns        | 79    | 79    | 36,2 | 48,0 | 25,6 | 81,0 | 10,7 | 2,0 | 1,7 | 1,4 | 17,3 |
| 2001-2002  | Phoenix Suns        | 81    | 81    | 38,4 | 46,9 | 39,3 | 84,5 | 9,9  | 2,0 | 1,8 | 1,1 | 19,1 |
| 2002-2003  | Phoenix Suns        | 81    | 81    | 41,6 | 45,2 | 38,7 | 85,1 | 9,5  | 2,4 | 2,3 | 1,2 | 21,2 |
| 2003-2004  | Phoenix Suns        | 79    | 79    | 40,7 | 44,0 | 34,0 | 85,1 | 9,3  | 2,7 | 2,1 | 1,3 | 19,0 |
| 2004-2005  | Phoenix Suns        | 81    | 81    | 38,8 | 47,6 | 33,4 | 83,3 | 11,3 | 1,9 | 2,0 | 1,5 | 19,4 |
| 2005-2006  | Phoenix Suns        | 81    | 81    | 40,3 | 52,5 | 33,1 | 80,9 | 11,8 | 1,8 | 2,0 | 1,7 | 21,8 |
| 2006-2007  | Phoenix Suns        | 80    | 80    | 37,6 | 52,4 | 31,7 | 81,0 | 9,8  | 1,7 | 2,0 | 1,5 | 17,5 |
| 2007-2008  | Phoenix Suns        | 47    | 47    | 36,4 | 52,6 | 34,7 | 71,3 | 9,9  | 2,1 | 2,0 | 1,5 | 15,8 |
| 2007-2008  | Miami Heat          | 16    | 15    | 37,6 | 45,9 | 25,8 | 69,0 | 11,2 | 2,5 | 1,9 | 0,9 | 14,3 |
| 2008-2009  | Miami Heat          | 42    | 41    | 36,1 | 48,2 | 20,0 | 78,8 | 8,7  | 1,8 | 1,4 | 1,1 | 12,0 |
| 2008-2009  | Toronto Raptors     | 27    | 27    | 35,3 | 48,8 | 15,4 | 80,6 | 8,3  | 2,3 | 1,1 | 0,8 | 14,3 |
| 2009-2010  | Dallas Mavericks    | 75    | 75    | 31,8 | 50,8 | 15,8 | 75,5 | 6,4  | 1,4 | 0,9 | 0,8 | 12,0 |
| 2010-2011† | Dallas Mavericks    | 80    | 27    | 28,2 | 52,0 | 15,2 | 76,8 | 6,9  | 1,4 | 0,9 | 0,6 | 12,5 |
| 2011-2012  | Dallas Mavericks    | 63    | 63    | 30,5 | 44,6 | 29,4 | 79,6 | 7,4  | 2,1 | 1,1 | 0,6 | 10,6 |
| 2012-2013  | Dallas Mavericks    | 67    | 67    | 30,0 | 51,4 | 31,5 | 78,2 | 7,8  | 2,4 | 1,1 | 0,7 | 12,0 |
| 2013-2014  | Dallas Mavericks    | 76    | 76    | 31,7 | 48,2 | 35,8 | 78,5 | 6,5  | 1,6 | 1,2 | 0,5 | 10,4 |
| 2014-2015  | Cleveland Cavaliers | 57    | 24    | 19,3 | 44,6 | 26,1 | 76,5 | 3,5  | 0,9 | 0,5 | 0,5 | 4,8  |
| Carriera   | Carriera            | 1.163 | 1.062 | 34,5 | 48,4 | 33,1 | 81,0 | 8,7  | 1,9 | 1,5 | 1,1 | 15,2 |
| All-Star   | All-Star            | 4     | 0     | 19,5 | 57,5 | 0,0  | 50,0 | 6,5  | 3,0 | 1,5 | 0,5 | 12,5 |

#### Play-off
| Anno     | Squadra             | PG  | PT  | MP   | TC%  | 3P%   | TL%  | RP   | AP  | PRP | SP  | PP   |
| -------- | ------------------- | --- | --- | ---- | ---- | ----- | ---- | ---- | --- | --- | --- | ---- |
| 2000     | Phoenix Suns        | 9   | 9   | 31,2 | 41,9 | 16,7  | 81,8 | 8,8  | 0,8 | 0,7 | 1,6 | 9,1  |
| 2001     | Phoenix Suns        | 4   | 4   | 34,8 | 37,1 | 100,0 | 85,7 | 8,3  | 0,8 | 1,5 | 1,5 | 14,8 |
| 2003     | Phoenix Suns        | 6   | 6   | 47,0 | 37,4 | 32,1  | 84,6 | 11,7 | 2,0 | 1,8 | 1,8 | 18,5 |
| 2005     | Phoenix Suns        | 15  | 15  | 42,3 | 48,4 | 41,9  | 76,9 | 11,8 | 1,5 | 1,4 | 1,7 | 17,6 |
| 2006     | Phoenix Suns        | 20  | 20  | 42,5 | 48,9 | 31,4  | 88,1 | 11,7 | 1,6 | 1,9 | 1,1 | 20,4 |
| 2007     | Phoenix Suns        | 11  | 11  | 41,4 | 50,0 | 35,3  | 66,7 | 10,4 | 1,2 | 1,5 | 1,7 | 16,9 |
| 2010     | Dallas Mavericks    | 6   | 6   | 24,7 | 40,7 | 0,0   | 80,0 | 4,2  | 1,0 | 0,2 | 0,5 | 8,7  |
| 2011†    | Dallas Mavericks    | 21  | 21  | 32,9 | 46,7 | 0,0   | 85,1 | 6,3  | 2,1 | 1,0 | 0,9 | 11,9 |
| 2012     | Dallas Mavericks    | 4   | 4   | 35,0 | 42,5 | 28,6  | 90,0 | 8,1  | 1,0 | 0,2 | 1,2 | 11,8 |
| 2014     | Dallas Mavericks    | 7   | 7   | 27,6 | 40,7 | 22,2  | 63,6 | 5,3  | 1,9 | 0,9 | 0,1 | 8,4  |
| 2015     | Cleveland Cavaliers | 6   | 0   | 4,2  | 16,7 | 0,0   | 0,0  | 1,0  | 0,2 | 0,3 | 0,0 | 0,3  |
| Carriera | Carriera            | 109 | 103 | 35,2 | 45,6 | 31,8  | 81,4 | 8,6  | 1,4 | 1,2 | 1,2 | 13,9 |

## Record
Primo giocatore a raggiungere il traguardo dei 15 000 punti, 10 000 rimbalzi e 500 tiri da 3 segnati.

## Palmarès
- Campionato NBA: 1

Dallas Mavericks: 2011

### Individuale
- NBA All-Star: 4

2003, 2005, 2006, 2007
- NBA All Rookie Second Team: 1

2000
- All-NBA Third Team:2

2005, 2006
- Quarantatreesimo miglior rimbalzista di sempre NBA
- Ventunesimo miglior giocatore per palle rubate di sempre NBA

### Nazionale
- Goodwill Games: 1

Stati Uniti: 2001
- Bronzo olimpico: 1

Stati Uniti: Atene 2004